# Armada Paraguaya
L'Armada Paraguaya è la marina militare dello Stato sudamericano del Paraguay, componente navale delle forze armate nazionali (Fuerzas Armadas de Paraguay). Benché il Paraguay sia, insieme alla Bolivia, l'unico Stato dell'America meridionale senza sbocco al mare, il paese possiede una vasta rete fluviale rappresentata dal bacino del fiumi Paraguay e Paraná, importanti per il commercio e le comunicazioni internazionali; conseguentemente, fin dalla sua indipendenza nel 1811 il paese ha creato una piccola forza navale militare, dotata di imbarcazioni armate per il pattugliamento dei corsi d'acqua interni.
Pur costituita principalmente da unità mercantili armate di pezzi d'artiglieria e impiegate a scopi militari alla bisogna, la flotta paraguaiana raggiunse una consistenza significativa alla metà del XIX secolo e fu intensamente impegnata nella guerra della triplice alleanza del 1864-1870; la battaglia del Riachuelo, combattuta l'11 giugno 1865 tra la flotta paraguaiana e quella brasiliana, fu per numero di unità impiegate la più grande battaglia navale mai combattuta tra due nazioni del Sudamerica.
Uscita distrutta al termine del conflitto, l'Armada fu ricostruita tra la fine del XIX secolo e i primi decenni del XX secolo anche tramite programmi di acquisizioni di naviglio di nuova costruzione dall'estero. Tra il 1932 e il 1935 l'Armada diede un importante contributo alla vittoria paraguaiana nella guerra del Chaco contro la Bolivia, trasportando truppe e fornendo appoggio di fuoco ai reparti dell'esercito; le unità della Marina furono inoltre più volte impegnate nei numerosi conflitti interni allo stesso Paraguay, come la guerra civile del 1922-1923, la guerra civile del 1947 e il colpo di Stato del 1989.

## Storia

### Dalla fondazione alla guerra della triplice alleanza
Il Paraguay proclamò la sua indipendenza dalla Spagna il 14 maggio 1811, nell'ambito degli ampi rivolgimenti dati dallo scoppio delle guerre d'indipendenza ispanoamericane. Per quanto privo di un accesso diretto al mare aperto, il nascente Stato disponeva di un'estesa rete fluviale basata sul bacino dei fiumi Paraguay e Paraná attraverso la quale si poteva accedere allo sbocco del Río de la Plata, da cui la necessità di disporre quantomeno di una piccola forza militare navale per sorvegliare tale accesso; la contemporanea necessità di armare un forte esercito terrestre con cui fronteggiare i contenziosi territoriali con le nazioni vicine limitava però la disponibilità di risorse per costituire una marina militare permanente, e il Paraguay, in questo imitato da buona parte dei neo-indipendenti Stati del Sudamerica, si limitò per i primi decenni della sua esistenza a creare forze navali ad hoc tramite l'acquisto di naviglio militare di seconda mano o di navi civili armate alla bisogna, salvo dismetterle una volta che l'emergenza militare cessava.
Al momento della proclamazione dell'indipendenza nel maggio 1811, le forze paraguaiane assunsero il controllo di un mercantile armato e preso in affitto, il La Vizcaína, in seguito ribattezzato Lancha Cañonera; l'equipaggio era tratto dai ranghi delle unità di cavalleria dell'esercito, una peculiarità proseguita sulle unità della Marina paraguaiana fino alla metà del XIX secolo. Il titolo di "prima nave del Paraguay indipendente" è tuttavia attribuito alla goletta mercantile El Carmen, di cui la giunta di governo provvisorio paraguaiana acquistò il 50% della proprietà il 31 ottobre 1811 per la somma di 2550 dollari odierni. La necessità di fronteggiare il blocco navale imposto dalla flotta spagnola al Río de la Plata, di sorvegliare la navigazione mercantile lungo i fiumi e di proteggere i collegamenti commerciali con il polo di Buenos Aires spinsero poi il governo di Asunción a finanziare il 9 dicembre 1812 l'acquisto di un secondo bastimento, il Trinidad, e ad armarlo come cannoniera; altre due cannoniere più piccole furono acquistate più avanti nel 1813. Sotto il regime dittatoriale di José Gaspar Rodríguez de Francia, al potere dal 1813 al 1840, il governo finanziò l'assunzione di specialisti in costruzioni navali nonché dei materiali necessari per l'avvio di una industria cantieristica nazionale: furono assemblate e messe in acqua altre cannoniere e un "Puerto de las Cañoneras" fu allestito nei pressi di Asunción, ma le navi erano impiegate per scopi militari solo al momento del bisogno e, per il resto del tempo, venivano usate dal governo per il trasporto di materiali e altre attività mercantili. Sotto la dittatura di Carlos Antonio López, succeduto a Francia nel 1844, l'industria cantieristica navale paraguaiana fu potenziata e la flotta raddoppiata in numero; negli anni 1850 il governo paraguaiano iniziò l'acquisto di moderni battelli propulsi a vapore presso i cantieri britannici, per poi fondare un proprio arsenale presso Asunción (Astillero y Arsenal de la Loma San Gerónimo) capace di realizzare sei piroscafi entro la prima metà degli anni 1860.

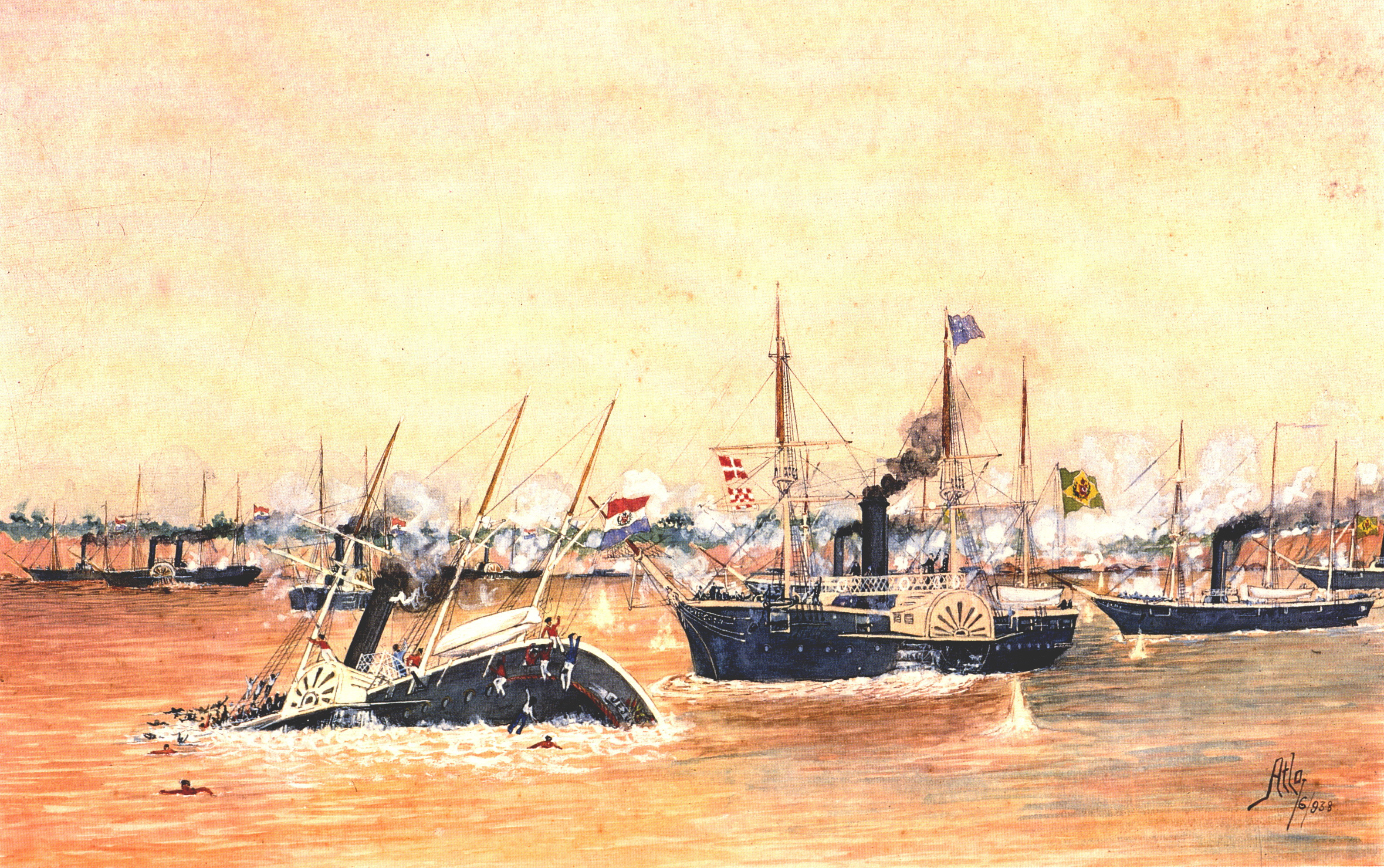
La battaglia del Riachuelo in un quadro del 1938

Le mai risolte questioni territoriali del Paraguay con i suoi vicini portarono nel novembre 1864 allo scoppio della violenta guerra della triplice alleanza, che vide il paese affrontare una coalizione composta da Impero del Brasile, Argentina e Uruguay; il conflitto si concluse nel marzo 1870 con una pesante sconfitta del Paraguay, completamente invaso dai coalizzati e con la popolazione praticamente dimezzata a causa degli eventi bellici, della fame e delle epidemie. Nel corso del conflitto l'Armada Paraguaya mise in linea 23 piroscafi, tre lance a vapore, cinque velieri e una dozzina di chatas (chiatte trainate dotate di un unico grosso cannone), armate con un totale di 99 bocche da fuoco; per la maggior parte i battelli paraguaiani, comprendenti anche vascelli argentini e brasiliani catturati nelle prime fasi della guerra, erano navi mercantili convertite all'uso militare: l'unica vera nave da guerra era l'ammiraglia della flotta, la Tacuarí, una moderna pirocorvetta a ruota di costruzione britannica. La flotta paraguaiana fu inizialmente impegnata per trasportare truppe e rifornimenti dell'esercito lungo il corso dei fiumi Paraná e Paraguay, contribuendo il 13 aprile 1865 alla cattura della città argentina di Corrientes. L'11 giugno 1865 il comandante dell'Armada Paraguaya, capitano di fregata Pedro Ignacio Meza, condusse una squadra navale forte di otto piroscafi e sei chatas all'attacco di una flotta brasiliana composta da nove piroscafi, la quale aveva risalito il corso del Paraná fino a Corrientes; la seguente battaglia del Riachuelo, per numero e tipo di navi impiegate il più grande scontro navale tra nazioni sudamericane, vide la flotta brasiliana, superiore per potenza di fuoco, infliggere una pesante sconfitta ai paraguaiani: quattro piroscafi paraguaiani e tutte le chatas furono affondate contro un'unica unità brasiliana andata perduta. Il capitano Meza, ferito nella battaglia, morì quattro giorni più tardi in un ospedale militare.
Dopo la sconfitta di Riachuelo la Marina paraguaiana non fu più in grado di impedire il dilagare delle flotte nemiche lungo le vie fluviali del paese, in particolare dopo che il Brasile ebbe messo in linea dei moderni monitori corazzati. Dopo aver preso le fortezze che la proteggevano nel corso di una dura campagna, le forze dei coalizzati occuparono Asunción il 1º gennaio 1869; quanto restava della flotta paraguaiana si ritirò lungo il bacino del fiume Manduvirá nel nord del paese, venendo braccato per mesi dalle unità brasiliane: il 18 agosto 1869 le ultime sei imbarcazioni rimase ai paraguaiani furono abbandonate dagli equipaggi e incendiate in un'ansa del fiume Yhaguy nei pressi di Caraguatay, sancendo la scomparsa della prima incarnazione dell'Armada Paraguaya.

### La ricostruzione e le guerre civili

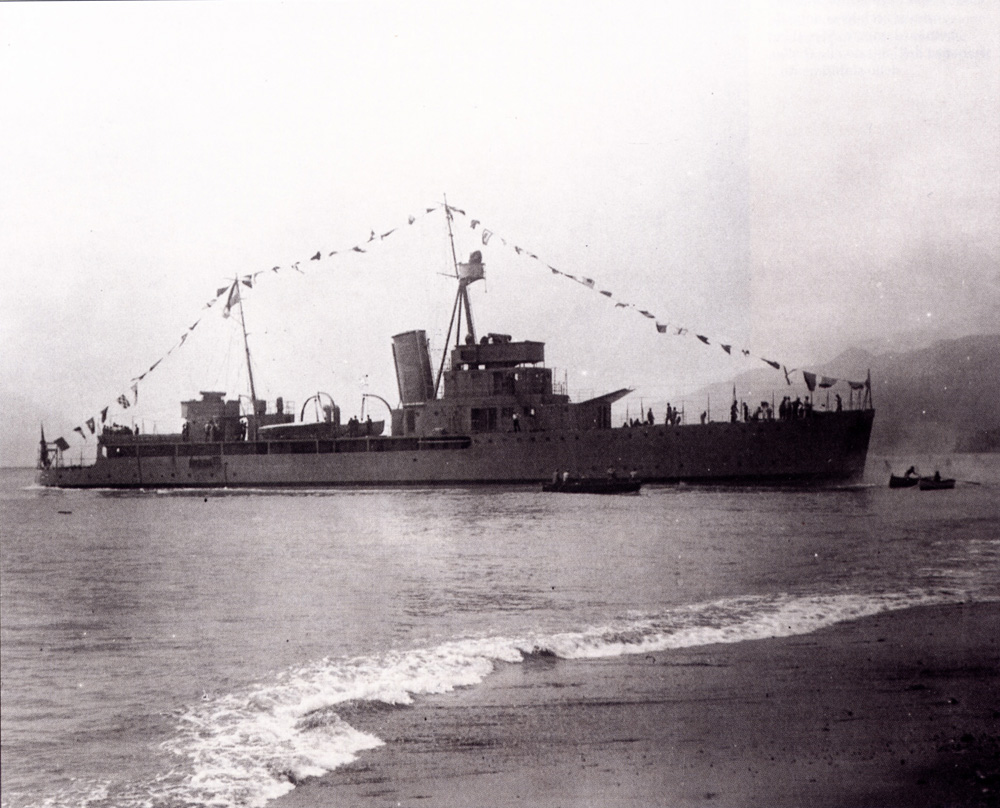
La cannoniera Humaitá poco dopo il suo varo a Sestri Ponente

Il Paraguay rimase sotto occupazione militare fino al 1876, iniziando solo molto lentamente a ricostruire le sue forze armate. La costruzione di una nuova Armada Paraguaya ebbe inizio solo nel 1880, durante la presidenza del generale Bernardino Caballero; sotto la direzione del ministero congiunto della Guerra e della Marina, la nuova forza navale era inizialmente una branca dell'esercito. La prima imbarcazione a entrare in servizio fu la piccola cannoniera di costruzione italiana Confienza, acquistata dal Paraguay e messa in linea nel novembre 1881 con il nome di Pirapó; si aggiunsero poi una piccola imbarcazione ausiliaria e quindi, nel giugno 1885, la nave da trasporto General Caballero varata nei rinnovati cantieri navali di Asunción. Nuovi contrasti internazionali stavano nel frattempo prendendo piede tra Paraguay e Bolivia, in particolare per la delimitazione dei rispettivi confini nell'arida regione del Gran Chaco; la Pirapó fu impegnata, nel dicembre 1887 e nel maggio 1888, in due spedizioni lungo l'alto corso del fiume Paraguay per assicurare il controllo della regione a nord di Fuerte Olimpo e contrastare eventuali penetrazioni di truppe boliviane.
All'inizio del XX secolo la forza navale paraguaiana continuava a essere minuscola, allineando solo i due piccoli avvisi (ex rimorchiatori dotati di pezzi d'artiglieria) Teniente Herreros e Itapirú. A dimostrazione dell'insufficienza di queste forze, nell'agosto 1904 il governo del presidente Juan Antonio Escurra dovette armare in tutta fretta un vascello civile, il mercantile Villarica, per contrastare una spedizione di rivoluzionari paraguaiani salpata da Buenos Aires a bordo del piroscafo Sajonia: le due unità si affrontarono l'11 agosto nei pressi di Pilar, con il Villarica che ebbe la peggio. I rivoluzionari poterono quindi prendere terra in Paraguay, e dopo un conflitto durato cinque mesi spodestarono il governo in carica, retto dal Partito Colorado, per insediarne uno dominato dal Partito Liberale Radicale Autentico. La nuova stagione dei governi liberali paraguaiani portò a una riorganizzazione e rafforzamento delle forze armate, in particolare dopo la notizia di nuove penetrazioni dei boliviani lungo il corso del fiume Pilcomayo nel Chaco; un decreto presidenziale del maggio 1905 stabilì l'acquisto di nuovi macchinari per potenziare l'arsenale navale militare di Asunción, seguito nel settembre 1908 dall'istituzione di una scuola per specialisti meccanici. Le forze navali, ufficialmente denominate "Escuadrilla Nacional y Fiscal General Militar", mettevano in linea tre avvisi (Presidente Baez, Teniente Herreros e Triunfo) e un trasporto armato (Libertad).
Il periodo dei liberali al potere fu alquanto instabile, con governi brevi finiti spesso con l'essere rovesciati con la forza da fazioni di oppositori interni allo stesso partito. Tra il luglio 1911 e il maggio 1912 il paese fu interessato da una violenta guerra civile, al termine della quale tre navi mercantili acquistate dal governo in Europa furono incorporate nella Marina divenendo le cannoniere Constitución, Adolfo Riquelme e il trasporto armato General Díaz. Una nuova guerra civile infuriò in Paraguay dal maggio 1922 al luglio 1923: la Marina, forte di circa 250 effettivi in servizio, si schierò dalla parte del presidente in carica Eusebio Ayala, imponendo il blocco navale al porto fluviale di Encarnación sul Paraná che costituiva il maggior accesso al mondo esterno per gli insorti anti-governativi; seguirono frequenti scontri tra la cannoniera Adolfo Riquelme e gli avvisi Coronel Martinez (ex Presidente Baez) e Triunfo da un lato, e le batterie di artiglieria costiera dei ribelli dall'altro, con le navi paraguaiane che si trovarono a sperimentare anche alcuni attacchi aerei da parte di un velivolo S.V.A. 5 caduto in mano agli insorti. In settembre le unità navali governative condussero una serie di operazioni di sbarco nei dintorni di Encarnación, senza tuttavia riuscire a prendere la città; nel luglio seguente infine le cannoniere paraguaiane furono importanti nel respingere l'ultimo tentativo di prendere la capitale Asunción da parte dei ribelli, di lì a poco definitivamente sconfitti.
Nel 1925 venne avviato un programma di modernizzazione dell'Armada sotto la supervisione del guardiamarina (poi promosso a capitano del genio navale) José Alfredo Bozzano Baglietto, laureato in ingegneria navale al Massachusetts Institute of Technology e rientrato in patria dopo due anni di esperienza come osservatore presso la United States Navy. Fu aperto un nuovo cantiere navale a Puerto Sajonia vicino Asunción e nuovi alloggi per il personale della Marina, salito nel frattempo a 301 uomini in servizio attivo. Bozzano Baglietto promosse anche la creazione di una sezione di aviazione navale, attivata nel 1927 come Servicio Aeronáutico de la Marina con l'aiuto della missione di addestratori francesi arrivata nel paese: i primi velivoli a disposizione furono un idrovolante CANT 10 e un Savoia-Marchetti S.59 acquistati in Italia, seguiti da due Macchi M.18 nel 1929. Nel febbraio 1927 i contrasti con la Bolivia per la delimitazione dei confini nel Chaco sfociarono nei primi scontri armati, portando al varo di un programma di acquisizioni navali in vista di un conflitto dato ormai per imminente; sotto la supervisione di Bozzano Baglietto furono vagliati vari progetti proposti da industrie britanniche e francesi, prima di sottoscrivere nel settembre 1928 un contratto da 1250000 dollari con i Cantieri navali Odero di Sestri Ponente per la realizzazione di due moderne cannoniere a basso pescaggio, la futura classe Humaitá. Le due nuove unità (Humaitá e Paraguay) lasciarono i cantieri italiani all'inizio di febbraio 1931 e furono consegnate ai paraguaiani nel maggio successivo: con un dislocamento di 835 tonnellate, le unità erano potentemente armate con quattro cannoni da 120 mm Mod. 1926 dell'Ansaldo e cinque pezzi antiaerei, disponevano di una leggera blindatura e potevano essere impiegate anche come posamine o come trasporto truppe con una capacità di 900 passeggeri.

### La guerra del Chaco
I continui scontri di frontiera nel Chaco tra Bolivia e Paraguay degenerarono infine nel giugno 1932 in un conflitto su vasta scala; la guerra del Chaco infuriò fino al giugno 1935 concludendosi infine con una vittoria del Paraguay, che si aggiudicò l'80% della regione contesa. Allo scoppio del conflitto l'Armada Paraguaya aveva in servizio 68 ufficiali e 600 sottufficiali e marinai, compreso un distaccamento di fanteria di marina e di artiglieria terrestre aggregato alle unità dell'esercito; le unità propriamente da guerra erano costituite dalle cannoniere Humaitá, Paraguay e Tacuarí (ex Adolfo Riquelme), dagli avvisi Capitán Cabral (ex Triunfo) e Coronel Martínez e dal rimorchiatore Capitán Figari, ma nel corso del conflitto furono mobilitate e assegnate all'Armada 15 navi da trasporto, due navi ospedale e una lancia a vapore, mentre l'organico salì a 1185 uomini in servizio attivo.
I boliviani avevano solo poche imbarcazioni fluviali di scarso valore e non si verificarono, quindi, combattimenti navali tra le due parti; le navi paraguaiane furono piuttosto impegnate a trasportare truppe e rifornimenti a favore dell'esercito lungo il corso del fiume Paraguay, un compito vitale vista la primitiva rete stradale del Chaco: la rotta partiva da Asunción e arrivava alle basi avanzate di Puerto Casado e Puerto Bahia Negra: nel corso del conflitto le navi dell'Armada portarono a destinazione più di 114000 soldati, 232000 animali e 80000 tonnellate di rifornimenti vari. Quando non impegnate nelle missioni di trasporto, le cannoniere dell'Armada erano schierate come batterie di artiglieria antiaerea galleggianti a protezione degli scali di Asunción e Puerto Casado: si verificarono alcuni scontri aeronavali e il 22 settembre 1932 la cannoniera Tacuarí fu accreditata dell'abbattimento di un bombardiere Vickers Vespa boliviano nei pressi di Bahia Negra; in generale gli attacchi aerei boliviani contro il traffico fluviale paraguaiano si rivelarono totalmente inefficaci. La piccola sezione aeronautica dell'Armada compì incursioni sulle postazioni boliviane, portando a termine 145 sortite per più di 1000 ore di volo senza subire perdite; il 22 dicembre 1934 un Macchi M.18 del Servicio Aeronáutico eseguì il primo bombardamento aereo notturno della storia del Sudamerica, sganciando alcune bombe sulle postazioni boliviane a Vitriones e San Juan.
Il corpo di fanteria di marina fu espanso nell'organico andando a costituire il Reggimento "Riachuelo" con tre battaglioni di fanti e uno di genieri e, nel corso del conflitto, fu impegnato nel settore meridionale del fronte lungo il fiume Pilcomayo; sotto la supervisione del capitano Bozzano Baglietto, l'arsenale della Marina di Puerto Sajonia lavorò inoltre a pieno regime per produrre proiettili d'artiglieria, bombe d'aero, bombe a mano e telai di camion. Le perdite umane dell'Armada riportate nel conflitto ammontarono a due ufficiali e 18 sottufficiali e marinai caduti in servizio.

### Dal dopoguerra al regime di Stroessner

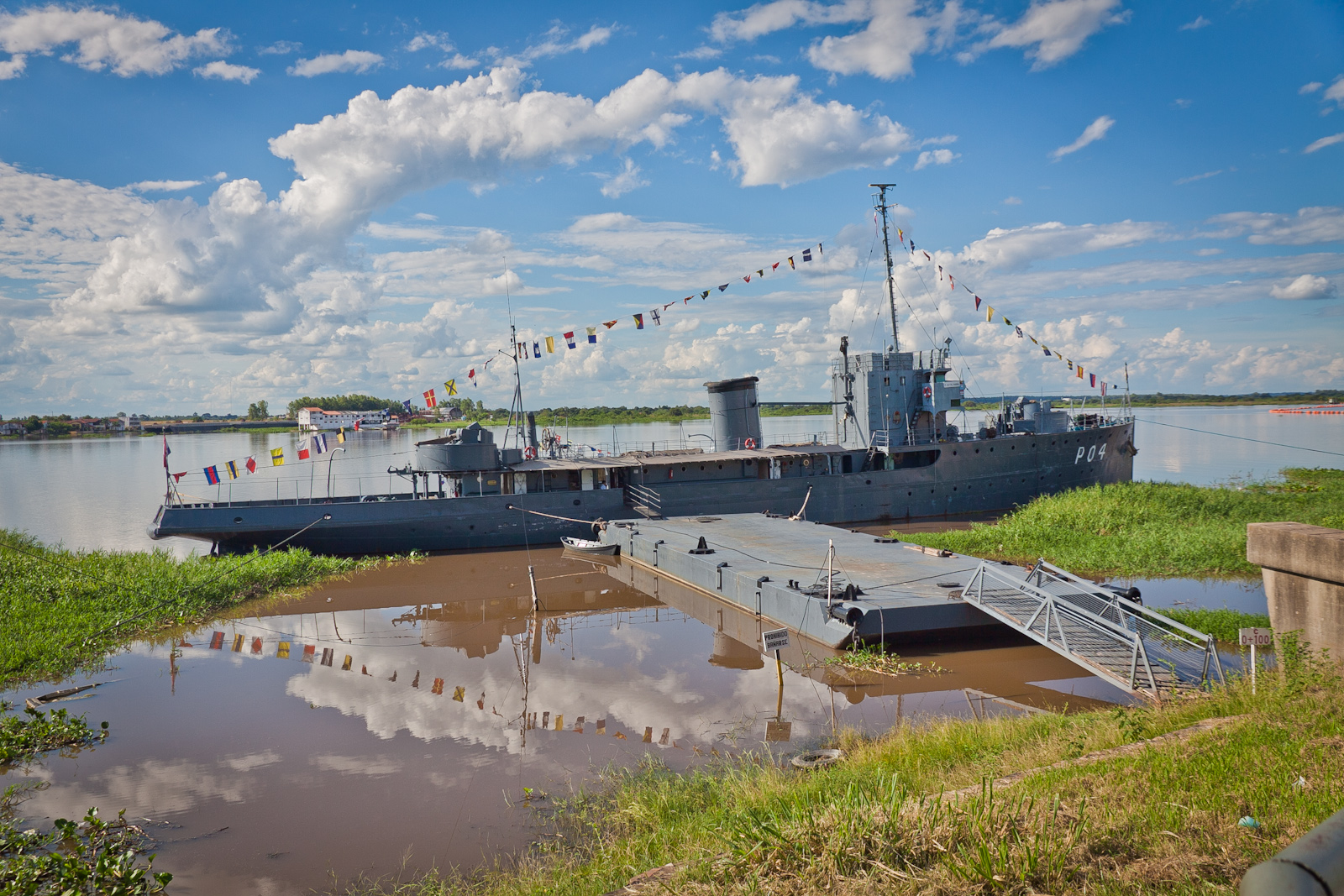
Il Teniente Fariña, un ex dragamine argentino acquistato dal Paraguay nel 1967, oggi esposto come nave museo ad Asunción

Conclusa la guerra del Chaco l'Armada Paraguaya fu riportata alla consistenza del periodo anteguerra, rinunciando negli anni seguenti a qualunque piano di espansione. La gran massa di navi da trasporto messe in servizio fu restituita all'ambito civile e le unità in organico si ridussero a tre cannoniere, tre avvisi, un rimorchiatore e tre unità ausiliarie; le cannoniere classe Humaitá continuavano a rappresentare il nucleo della flotta e nel 1941 furono sottoposte a lavori di ristrutturazione nei cantieri di Buenos Aires, ma la loro operatività si ridusse a qualche uscita in occasione di festività particolari al fine di risparmiare sui costi del carburante, in particolare durante gli anni di ristrettezze date dallo scoppio della seconda guerra mondiale. La tardiva dichiarazione di guerra a Germania nazista e Impero giapponese nel febbraio 1945 non comportò per il Paraguay alcun coinvolgimento nelle operazioni belliche, ma consentì nondimeno al paese di accedere agli aiuti militari messi a disposizione dagli Stati Uniti nell'ambito del programma Lend-Lease: per quanto il grosso degli aiuti andò a favore di esercito e aeronautica, l'Armada ebbe modo di acquisire sei motovedette dismesse dalla United States Coast Guard, due aerei da addestramento Naval Aircraft Factory N3N per il Servicio Aeronáutico nonché uniformi, equipaggiamento e attrezzature da campo varie.
L'Armada Paraguaya rimase pesantemente coinvolta negli eventi di una nuova guerra civile scoppiata nel marzo 1947, che vide contrapposti i sostenitori dell'autoritario presidente in carica Higinio Morínigo Martínez, appoggiato dal Partito Colorado e dal grosso dell'esercito, a una variegata coalizione di sinistra comprendente liberali, febreristi e comunisti. Buona parte del personale della marina acquartierato nella base di Puerto Sajonia si unì alla rivolta spalleggiato dagli operai del cantiere navale simpatizzanti comunisti, ma fu contrattaccato dalle unità dell'esercito rimase leali al governo e il 29 aprile la base fu riconquistata; il trasporto militare Teniente Pratt Gill cercò di lasciare Puerto Sajonia carico di ribelli fuggitivi, ma due giorni più tardi fu bombardato da aerei lealisti e fu costretto a incagliarsi nei pressi della confluenza del Pilcomayo con il Paraguay. Nel frattempo, il 7 maggio, marinai ribelli si impossessarono delle cannoniere Humaitá e Paraguay, ferme in cantiere a Buenos Aires per un ciclo di lavori di manutenzione; benché quasi prive di munizioni a bordo, le unità furono preparate in qualche modo al combattimento e salparono il 5 luglio cariche di armi da recapitare ai ribelli. Le navi rientrarono in acque paraguaiane il 10 luglio, ma il giorno seguente la Humaitá fu centrata da una bomba sganciata da un aereo lealista e dovette arenarsi poco a nord di Ituzaingó sul corso del fiume Paraná; il generale lealista Alfredo Stroessner fece affluire truppe a bordo dell'avviso Capitán Cabral e del cargo Mariscal Estgarribia, assaltando gli equipaggi ribelli delle due cannoniere trincerati a terra sulle isole di Coratei e San Pablo. I ribelli tentarono di forzare il passaggio verso il fiume Paraguay, ma l'artiglieria lealista mise a segno diversi colpi contro le due cannoniere che alla fine, il 15 agosto, si ritirarono a Itá Ibaté in Argentina dove furono internate dalle autorità locali, venendo restituite al Paraguay solo alla fine delle ostilità. Più a nord, i ribelli organizzarono una flottiglia improvvisata con mercantili, chiatte e scialuppe, che il 1º agosto occupò Puerto Milagro dove l'avviso Coronel Martínez e il rimorchiatore Ñeembucú furono catturati al termine di una dura lotta; la flottiglia avanzò ulteriormente verso sud alla volta di Asunción, ma fu bombardata dagli aerei lealisti che colarono a picco un mercantile carico di munizioni. Il tentativo di prendere la capitale si arenò ad Arecutacuá il 4 agosto e i ribelli, a corto di cibo e munizioni, iniziarono a disgregarsi; per il 20 agosto la guerra era terminata con una completa vittoria dei lealisti.

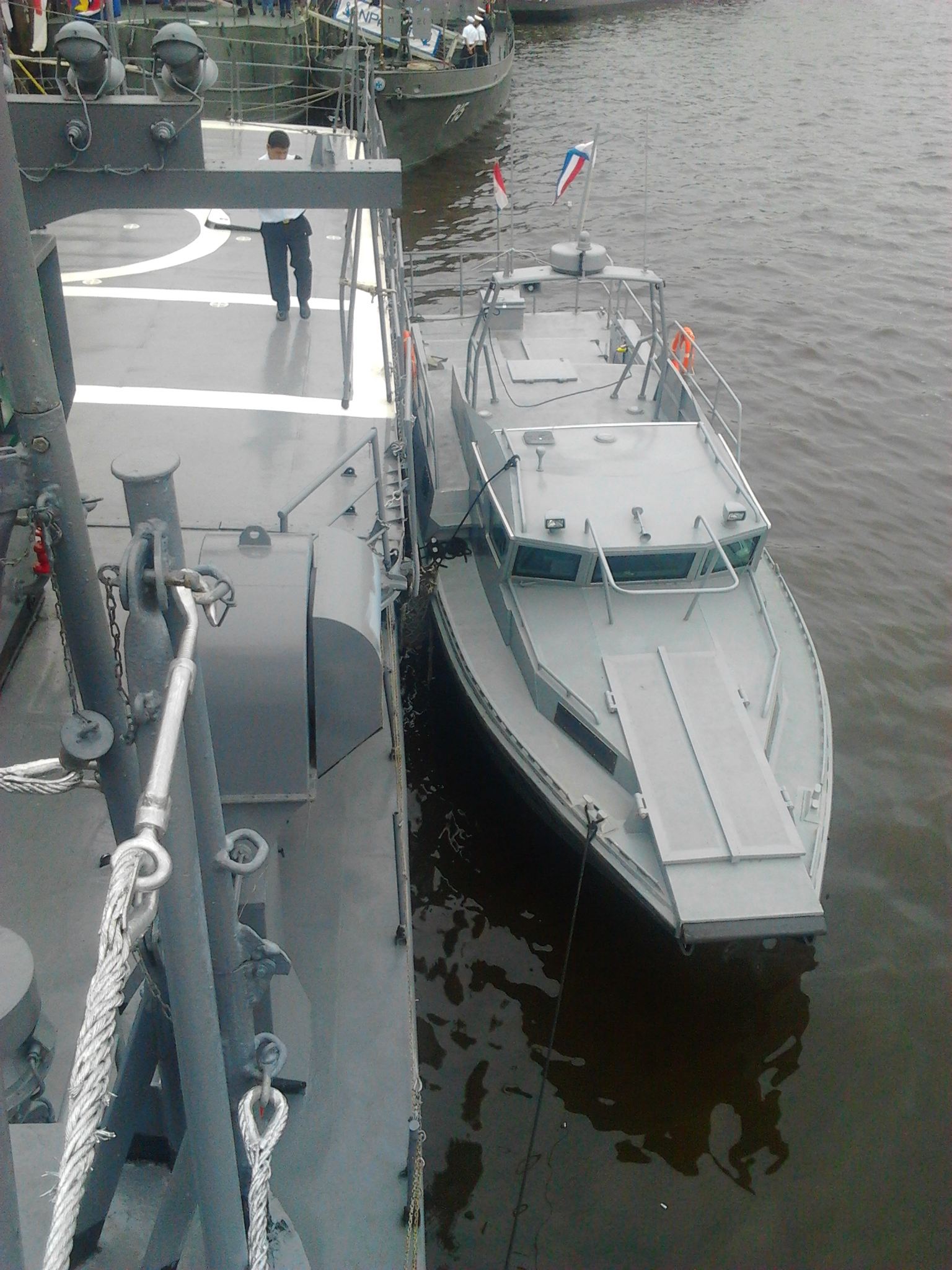
Una motovedetta paraguaiana ancorata al fianco della cannoniera Itaipú nel 2013

I decenni successivi furono più tranquilli per l'Armada Paraguaya, mentre nel 1954 il generale Stroessner imponeva con un colpo di Stato un regime dittatoriale proseguito per i successivi 35 anni. Fino all'inizio degli anni 1960 non fu avviato alcun programma di nuove acquisizioni navali, mentre la Marina doveva pensionare l'ormai decrepita cannoniera Tacuarí e un paio delle motovedette cedute dagli Stati Uniti; per sostituire le restanti unità ex U.S. Coast Guard fu avviato nel settembre 1960 la costruzione di sei motovedette realizzate nei cantieri di Asunción ma, dopo il varo di una sola unità, il programma fu abbandonato perché giudicato come non riuscito. Ci si rivolse quindi a fornitori esteri e nel marzo 1964 fu acquistato un dragamine della classe Bouchard (Nanawa) dismesso dall'Armada de la República Argentina; altre due unità della stessa classe (Capitán Meza e Teniente Fariña) furono acquistate nel novembre 1967. L'anticomunismo di Stroessner fruttò aiuti al suo regime da parte degli Stati Uniti che, per la Marina, si tradussero nella cessione nel marzo 1965 di un rimorchiatore e di un bacino galleggiante, seguiti tra il dicembre 1967 e il marzo 1971 da sei motovedette fluviali di nuova costruzione e due mezzi da sbarco tipo LCU. Nel febbraio 1968 fu acquistato in Spagna il mercantile Guaraní, impiegato poi come unità da trasporto militare e nave d'addestramento, mentre in Argentina fu acquistato il Boquerón, un mezzo da sbarco tipo LSM riequipaggiato come nave comando e dotato di un piccolo ponte di volo per elicotteri; un nuovo pacchetto di aiuti statunitensi fruttò invece nel corso degli anni 1970 la cessione di altre sei motovedette fluviali e di un rimorchiatore.
L'aviazione di marina era stata assorbita all'interno dell'aeronautica alla fine della guerra civile, ma negli anni 1950 il Servicio Aeronáutico venne ricostruito come branca dell'Armada ed equipaggiato con idrovolanti di costruzione statunitense (un Grumman J2F Duck, quattro Grumman G-21 Goose e tre Republic RC-3 Seabee), cui si aggiunsero tre aerei d'addestramento Vultee BT-13 Valiant ceduti dall'Argentina. La linea di volo ad ala fissa fu rinnovata negli anni 1960 con l'acquisto di velvioli da trasporto leggero e collegamento Cessna 206, Cessna 210 e Cessna 401B, oltre a velivoli d'addestramento Piper PA-12 Super Cruiser e North American T-6 Texan; negli anni 1970 arrivarono i primi elicotteri, inizialmente quattro Bell 47 statunitensi seguiti negli anni 1980 da due Hiller OH-23 Raven ceduti di seconda mano dal Cile. Gli ultimi programmi di acquisizione dell'epoca di Stroessner riguardarono l'acquisto in Brasile nel 1985 della moderna cannoniera Itaipú, basata sul progetto delle unità classe Roraima della Marinha do Brasil e armata con un cannone da 40 mm, mitragliatrici e un ponte di volo per un elicottero Helibras HB.350 Esquilo, acquistato in sei esemplari per il Servicio Aeronáutico.

### Il periodo attuale

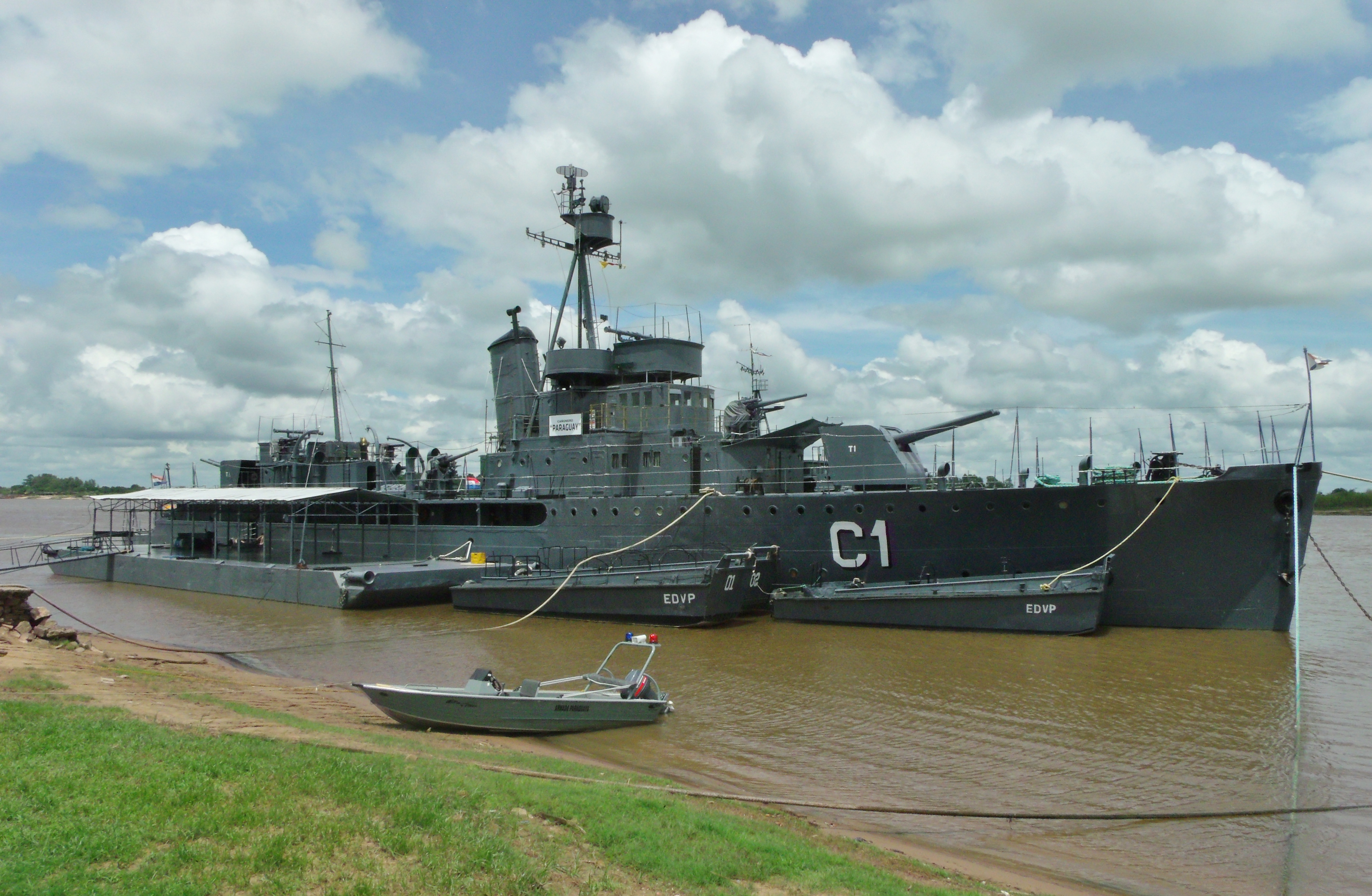
Veduta odierna della Paraguay, formalmente ancora la nave ammiraglia della flotta paraguaiana

L'Armada Paraguaya giocò un ruolo importante nel colpo di Stato del 2 febbraio 1989 che portò alla deposizione di Stroessner: la Marina si schierò dalla parte dei militari golpisti capitanati dal generale Andrés Rodríguez Pedotti e, dopo essere discese lungo il fiume Paraguay, le cannoniere Humaitá e Itaipú e l'avviso Capitán Cabral cannoneggiarono edifici governativi e centri di comando delle unità pro-Stroessner ad Asunción, mentre un paio di elicotteri HB.350 Esquilo del Servicio Aeronáutico compivano voli di ricognizione e appoggio di fuoco con le loro mitragliatrici. Stroessner capitolò il 3 febbraio e si recò in esilio, consentendo al Paraguay un lento ritorno alla democrazia.
Nel corso degli anni 1990 le forze navali paraguaiane diedero avvio a un programma di nuove acquisizioni per compensare la progressiva radiazione dei vascelli più obsoleti. Fu avviata la costruzione nei cantieri navali di Asunción di una nuova classe di motovedette di progettazione nazionale, interrotta però dopo la costruzione di sole cinque unità; queste, unitamente alle sei motovedette di origine statunitense ancora in servizio (interessate da un programma di ammodernamento tra il 1989 e il 1995) andarono ad armare il nuovo servizio di guardia costiera paraguaiana (Prefectura General Naval), attivato sotto l'egida dell'Armada. La maggior apertura all'estero del paese dopo gli anni di chiusura del regime di Stroessner portò a una differenziazione dei fornitori: nel novembre 1994 furono così acquistati da Taiwan due pattugliatori veloci classe Hai Ou (Capitán Ortiz e Teniente Robles), unità di seconda mano dismesse dalla Marina taiwanese e private dell'originario armamento missilistico; cinque anni più tardi sempre Taiwan donò al Paraguay due motovedette di nuova costruzione, la Yhaguy e la Tebicuary. Un contratto con la ditta spagnola Roadman di Vigo nel settembre 1995 portò invece all'acquisto di due motovedette e cinque motolance di nuova concezione con scafo in vetroresina; le unità avrebbero dovuto essere consegnate tra il 1996 e il 1997, ma problemi con i pagamenti portarono infine alla cancellazione del contratto. Tra il 2012 e il 2013 furono invece acquistate dall'Australia quattro motovedette con scafo in alluminio.
A dispetto di questi limitati programmi di ammodernamento, l'Armada continuò a tenere in servizio alcune unità con ormai decenni di servizio sulle spalle. Varato nel 1907 come rimorchiatore, l'avviso Capitán Cabral è ancora in servizio nei ranghi della flotta come pattugliatore dopo essere stato estesamente ricostruito nella prima metà degli anni 1980. Nonostante siano passati novant'anni dal varo, anche la cannoniera Paraguay rimane in servizio nell'Armata e tra il 1999 e il 2000 fu interessata da un programma di ammodernamento; l'unità è ancora impiegata in servizio attivo, anche se principalmente con funzioni di nave scuola e di rappresentanza. La gemella Humaitá fu ritirata dal servizio nel 2001, ma è tuttora conservata intatta con funzioni di nave museo. A parte queste, nel corso degli anni 2010 le unità principali della flotta erano la cannoniera Itaipú e i pattugliatori Capitán Ortiz e Teniente Robles, a cui si aggiungevano diciassette motovedette, due navi da trasporto, tre mezzi da sbarco, quattro rimorchiatori e diciotto navi ausiliarie di vario tipo, oltre al panfilo presidenziale 3 de Febrero.

## Struttura

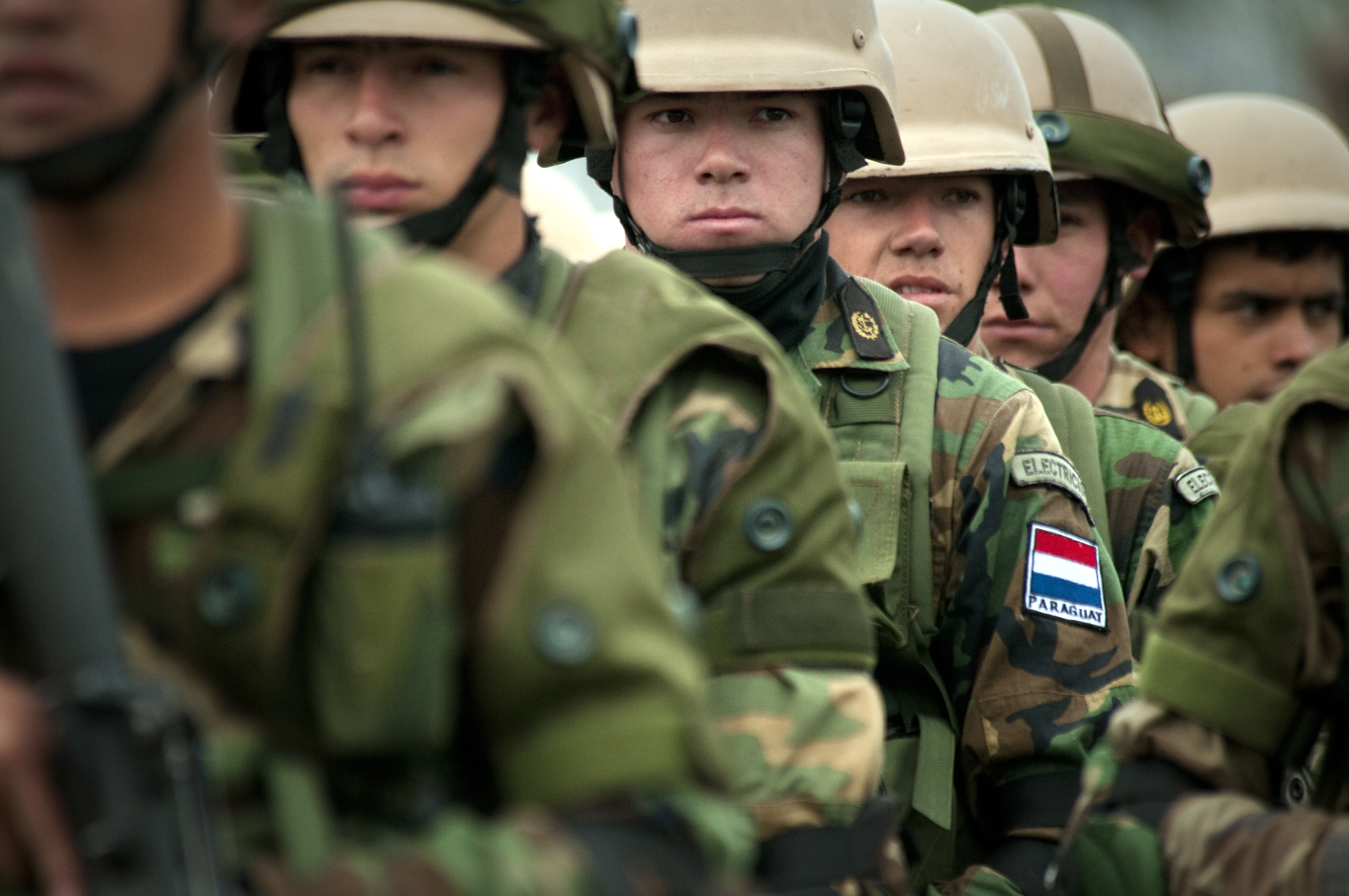
Fanti di marina paraguaiani fotografati durante un'esercitazione nel 2010

Al 2022 i circa 5000 effettivi in servizio nei ranghi dell'Armada Paraguaya (tra cui 300 uomini del servizio aeronautico navale e 800 fanti di marina) dipendono da un quartier generale (Comando de la Armada o COMAR) situato a Asunción, con uno stato maggiore e otto dipartimenti amministrativi:
- Comando de la Flota de Guerra (COMFG), da cui dipende il grosso delle unità navali operative come cannoniere, pattugliatori, motovedette e rimorchiatori;
- Comando de la Aviación Naval (COMAVAN), responsabile del servizio aeronautico navale e controllante una squadriglia di velivoli ad ala fissa da ricognizione e trasporto leggero, una squadriglia di elicotteri e una squadriglia di addestramento al volo;
- Comando de Infantería de Marina (COMIM), controllante il Regimiento de Infantería de Marina "Riachuelo" (su tre battaglioni dislocati ad Asunción, Port Vallemí e Villa del Rosario), una piccola unità di forze speciali navali (Comandos Anfibios o COMANFI) e la banda musicale del corpo;
- Comando de Apoyo de Combate (COAPCOM), da cui dipendono le attività e le unità navali dedicate al trasporto e alle rilevazioni idrografiche; dal comando dipende anche la sezione comunicazioni e guerra elettronica dell'Armada;
- Comando de Institutos Navales de Enseñanza (CINAE), responsabile delle attività di istruzione e addestramento della Marina;
- Prefectura General Naval (PGN), corpo di guardia costiera responsabile delle attività di polizia navale, sicurezza della navigazione, lotta ai traffici illegali e all'inquinamento;
- Dirección del Material Naval (DIRMAT), da cui dipendono le attività di costruzione e manutenzione nonché responsabile dell'arsenale della Marina;
- Dirección de Apoyo de Servicio (DIAPSER), responsabile delle attività amministrative, di intendenza e di sanità militare della Marina.

L'articolazione territoriale prevede sei zone navali (Areas Navales) con comando a Puerto Sajonia e Puerto Bahía Negra (bacino del fiume Paraguay), Salto del Guairá, Ciudad del Este, Encarnación e Itá Pirú (bacino del fiume Paraná); il COMANAV controlla due basi aeree, entrambe situate alla periferia di Asunción.

## Mezzi Aerei
Sezione aggiornata annualmente in base al World Air Force di Flightglobal del corrente anno. Tale dossier non contempla UAV, aerei da trasporto VIP ed eventuali incidenti accorsi durante l'anno della sua pubblicazione. Modifiche giornaliere o mensili che potrebbero portare a discordanze nel tipo di modelli in servizio e nel loro numero rispetto a WAF, vengono apportate in base a siti specializzati, periodici mensili e bimestrali. Tali modifiche vengono apportate onde rendere quanto più aggiornata la tabella.
| Aeromobile                   | Origine | Tipo                       | Versione (denominazione locale) | In servizio (2024) | Note | Immagine |
| Elicotteri                   |         |                            |                                 |                    |      |          |
| Aérospatiale AS 350 Écureuil | Francia | Elicottero utility leggero | AS 350                          | 1                  |      |          |